# 今だから話します
『今だから話します』（いまだからはなします）は、日本テレビ系列で2019年から不定期に放送されていたスポーツを題材としたバラエティ番組。

## 放送日
| 回数  | 放送日時                              | 備考 |
| ----- | ------------------------------------- | ---- |
| 第1回 | 2019年2月11日（月曜日）19:00 - 22:54  |      |
| 第2回 | 2021年7月19日（月曜日）21:00 - 22:54  |      |
| 第3回 | 2021年12月20日（月曜日）21:00 - 22:54 |      |

## 出演者

### 司会
- 明石家さんま
- 上田晋也
- 有働由美子

### 進行
- 水卜麻美（日本テレビアナウンサー）

### ゲスト
| 回 | 放送日         | スタジオゲスト                                                                                               | アスリートゲスト | 備考 |
| -- | -------------- | --- | --- | ---- |
| 1  | 2019年2月11日  | 関根勤、松嶋尚美、ハリセンボン、土屋太鳳、小島瑠璃子                                                         | 荒川静香（フィギュアスケート）、有森裕子（マラソン） 宇津木妙子・髙山樹里・田本博子（ソフトボール） 岡崎朋美（スピードスケート）、五郎丸歩・畠山健介（ラグビー） 佐々木則夫（サッカー）、谷亮子（柔道） 原晋・原美穂（陸上長距離）、原田雅彦（スキージャンプ） 松田丈志（競泳）、松本薫（柔道）、山中慎介（ボクシング） |      |
| 2  | 2021年7月19日  | 亀梨和也（KAT-TUN）、潮田玲子、土屋アンナ 濱家隆一（かまいたち）、藤井貴彦（日テレアナウンサー）、吉田沙保里 | 井上康生（柔道）、井村雅代（アーティスティックスイミング）、桐生祥秀（陸上） 羽根田卓也（カヌー）、山縣亮太（陸上） フェアリージャパン（山﨑浩子・杉本早裕吏・松原梨恵など) |      |
| 3  | 2021年12月20日 | | |      |

## スタッフ
第3回（2021年12月20日放送分）
- 企画・演出：柳沢英俊（第1回は総合演出兼務）
- 構成：橋本大介
- TM：神田洋介（第2回-）
- SW：松嶋賢一
- カメラ：小林沙祐里（第2回-）
- 音声：村瀬脩一（第2回-）
- VE：吉﨑慶（第3回）
- 照明：小笠原雅登（第1,3回）
- 技術協力：NiTRO、ジャパンテレビ
- 美術協力：日テレアート
- 美術プロデューサー：高津光一郎
- デザイン：熊崎真知子、高木智恵子（高木→第3回）
- 装置：苑田英和（第3回）
- 電飾：花谷恭祐（第2回-）
- 装飾：森川望美（第3回）
- 花飾：原京子
- メイク：川上優香（第3回）
- ロケ技術：スウィッシュ・ジャパン、コスモ・スペースオブ・アメリカ、広域テレビ技術、イメージランド（コスモ・広域・イメージ→第3回）
- 編集：長谷川賢太、髙橋かな子（共に第3回）
- MA：佐渡吉志広（第2回-）
- 音効：高取謙
- TK：石島加奈子
- リサーチ：中原祐
- デスク：御手洗万姫
- 編成：今井大輔（第3回）
- 宣伝：森俊憲（第2回-）
- 写真提供：アフロ、日刊スポーツ、AP、AFP、ロイター（日刊→第2回-、第2回は／アフロ兼務、AP・AFP・ロイター→第3回）
- コーディネーター：戸井詰コブラ、ヨシケン・トラベル（共に第3回）
- ディレクター：舩津翔、石川雅英、遠藤寿寛、三五達也 / 宇井久美香、江尻公華、可知学、久保泰士、莊司一葉、藤原健太郎、大津智拓（舩津・石川→第2回-、遠藤・三五・宇井・江尻・可知・久保・莊司・藤原・大津→第3回、遠藤→第1回はチーフディレクター、宇井・藤原→第1回はAD、江尻・可知・久保→第2回はAD）
- チーフディレクター：林真央（第3回、第1,2回はディレクター）、中澤俊幸（第2回-）、井田隆寛（第3回、第1回は演出）
- 演出：築地敦史（第3回、第1回はディレクター）
- プロデューサー：紀内良彦、山下剛司、齋藤久美子、栄永英幸、村田聡子、仲田竜馬、二瓶剛、増田泰洋 / 塚本和也、金子香（増田→第1,3回、二瓶→第2回-、山下・塚本・金子→第3回、塚本・金子→第2回はAP）
- チーフプロデューサー：今井田彩（第1,3回）
- 制作協力：Passion（第1回-）、ジッピー（第2回-）、AXON（第1,3回）
- 製作著作：日本テレビ

### 過去のスタッフ
- 構成：桝本壮志、鈴木浩介（共に第1回）、成瀬正人（第2回）
- TM：木村博靖（第1回）
- カメラ：高野信彦（第1回）
- 音声：藤岡絵里子（第1回）
- VE：杉本裕治（第1回）、片山雄斗（第2回）
- 照明：加藤恵介（第2回）
- モニター：杉山知浩（第1回）
- デザイン：高井美貴（第1回）
- 装置：武井俊幸（第1,2回）
- 電飾：鈴木雄蒔（第1回）
- 装飾：林孝一（第1,2回）
- メイク：星野沙紀（第1回）、小島梨香（第2回）
- ロケ技術：セッターズ、テレビ信州エンタープライズ、エムズプロ、サンタナ、ヒートワン、山本哲也、藤田真悟、柿並遼、岩井謙、山崎智香、松﨑和範、藤田智美（共に第1回）、J-crew（第1,2回）、だだだ、NexTry、名古屋東通、奄美メディアステーション（共に第2回）
- CGタイトル：キャニットG（第1回）
- 編集・MA：スタジオWELT（第1回）
- 編集：生田目隼、橋本治、和知美里（共に第1回）、森田智之、大里剛史（共に第2回）
- MA：谷弘明、森川享佑（共に第1回）
- 編成：天野英明（第1回）、片田やよい（第2回）
- 宣伝：服部完英（第1回）
- リサーチ：瀧澤光春、正村和重（共に第1回）
- 映像協力：ミヤギテレビ（第1回）
- 協力：陸上自衛隊、講道館（共に第2回）
- コーディネーター：NTV IC、Timo Feid（共に第1回）
- 協力スタッフ：海老澤明子（第1回）
- AP：檜山黄菜、夛田雅人（共に第1回）
- AD：藤原華歩、渡邊りさ、我那覇瑞生、藤本彰、宮田椋太、澤田瞳、植木明日香、松澤唯（共に第1回）、谷口心、小野真歩、増田拓夢、音無亮吾（共に第2回）
- ディレクター：輿石孝宏、佐藤真吾、栁舘俊、池田修大、和田良樹、ステンビス園和、湯尾俊太、房安貢生、江口翔子（共に第1回）、新山潤、増田貴也（共に第1,2回）、長谷川たかし、武田恭平（長谷川・武田→第2回、武田→第1回はAD、長谷川→第1回はチーフディレクター）
- チーフディレクター：藤本直樹（第1回）
- 演出：石川直志（第1,2回）、吉田稔（第2回）
- プロデューサー：輿石将大、吉村真人、津田裕子（共に第1回）、荻野陽介、秋山雅美（共に第1,2回）
- チーフプロデューサー：市川浩崇（第2回）
- 制作協力：これから（第1回）